# Opción Ciudadana
El Partido Opción Ciudadana  fue un partido político de Colombia, con participación en el congreso. Fue fundado el 9 de noviembre de 2009 como Partido de Integración Nacional (PIN), por Luis Alberto Gil en la convención Nacional del desaparecido movimiento Convergencia Ciudadana. En 2013, con vista a las elecciones que se celebraron al año siguiente, cambió su nombre hasta la definición de Opción Ciudadana.

## Controversias
Este PIN obtuvo una notable votación en las elecciones legislativas de marzo de 2010, obteniendo cerca de un millón de votos para el congreso, asegurando 20 curules. Esta sorprendente votación ha generado gran controversia, toda vez que el PIN fue un partido recién fundado, y el senador electo de mayor votación, Juan Carlos Rizzetto, fue un ex-contratista de la Gobernación del Valle del Cauca y amigo personal del gobernador del Valle Juan Carlos Abadía. A pesar de ser la primera vez que se lanzaba a un cargo de elección popular, y de ser desconocido para la gran mayoría de electores, obtuvo la votación más alta del país para su partido.
Muchos representantes del partido fueron implicados en causas penales.